# Храневич Борис Олексійович
Храневич Борис Олексійович  (нар. 25 червня 1930 — пом. 1996) — радянський український аніматор, сценарист, кінорежисер. Працював в жанрі мальованої анімації на «Київнаукфільмі».

## Біографія
Народився 25 червня 1930 р. Працював художником-оформлювачем на «Київнаукфільмі».
З 1954 — аніматор, а у 1964—1990 рр. — режисер на «Київнаукфільм»і.

## Творча діяльність

### Мультфільми
| - Веснянка (1961), аніматор - Пригоди Перця (1961), аніматор - Пушок і Дружок (1962), аніматор - П'яні вовки (1962), аніматор - Супутниця королеви (1962), аніматор - Веселий художник (1963), аніматор - Заєць та їжак (1963), аніматор - Непосида, М'якуш і Нетак (1964), аніматор - Невмивака (1964), аніматор і режисер - Життя навпіл (1965), аніматор - Микита Кожум’яка (1965), аніматор - Ведмедик і той, що живе в річці (1966), аніматор - Як козаки куліш варили (1967), аніматор - Пісенька в лісі (1967), аніматор - Казка про місячне світло (1968), аніматор - Пригоди козака Енея (1969), аніматор - Котигорошко (1970), режисер - Жахлива ніч Фоми Замикалкіна (1971), режисер - Закон відміняється (1972), режисер | - Була у слона мрія (1973), режисер - Півник і сонечко (1974), режисер і сценарист - Казки райського саду (1975), режисер - Казка про жадність (1976), режисер - Лисичка з качалкою (1977), режисер - Як козаки олімпійцями стали (1978), аніматор - Відкритий лист селезня (1979), режисер - Капітошка (1980), режисер - Про великих та маленьких (1981), режисер - Дощику, дощику, припусти! (1982), режисер - Малята-мишенята (1982), співавтор сценарію - Миколине багатство (1983), режисер - Іванко та воронячий цар (1985), режисер - Знахідка (1986), режисер - Чудасія (1987), режисер, співавтор сценарію - Дострибни до хмаринки (1988), режисер - Повертайся, Капітошко! (1989), режисер - Горщик-сміхотун (1990), режисер |

### Кіножурнал «Фітіль»
- № 83 (1969) «Время, назад!», режисер
- № 95 (1970) «Анонимка», режисер
- № 142 (1974) «Своя копейка», режисер
- № 299 (1987) «Снимается кино», режисер

## Відзнаки
- «Була у слона мрія» (1973), режисер — перша премія IV кінофестивалю в Сумах
- «Жахлива ніч Фоми Замикалкіна» (1971), режисер — Міжнародний фестиваль фільмів з техніки безпеки (ЧССР), 1972 — Срібна медаль